# 拉平耶爾維

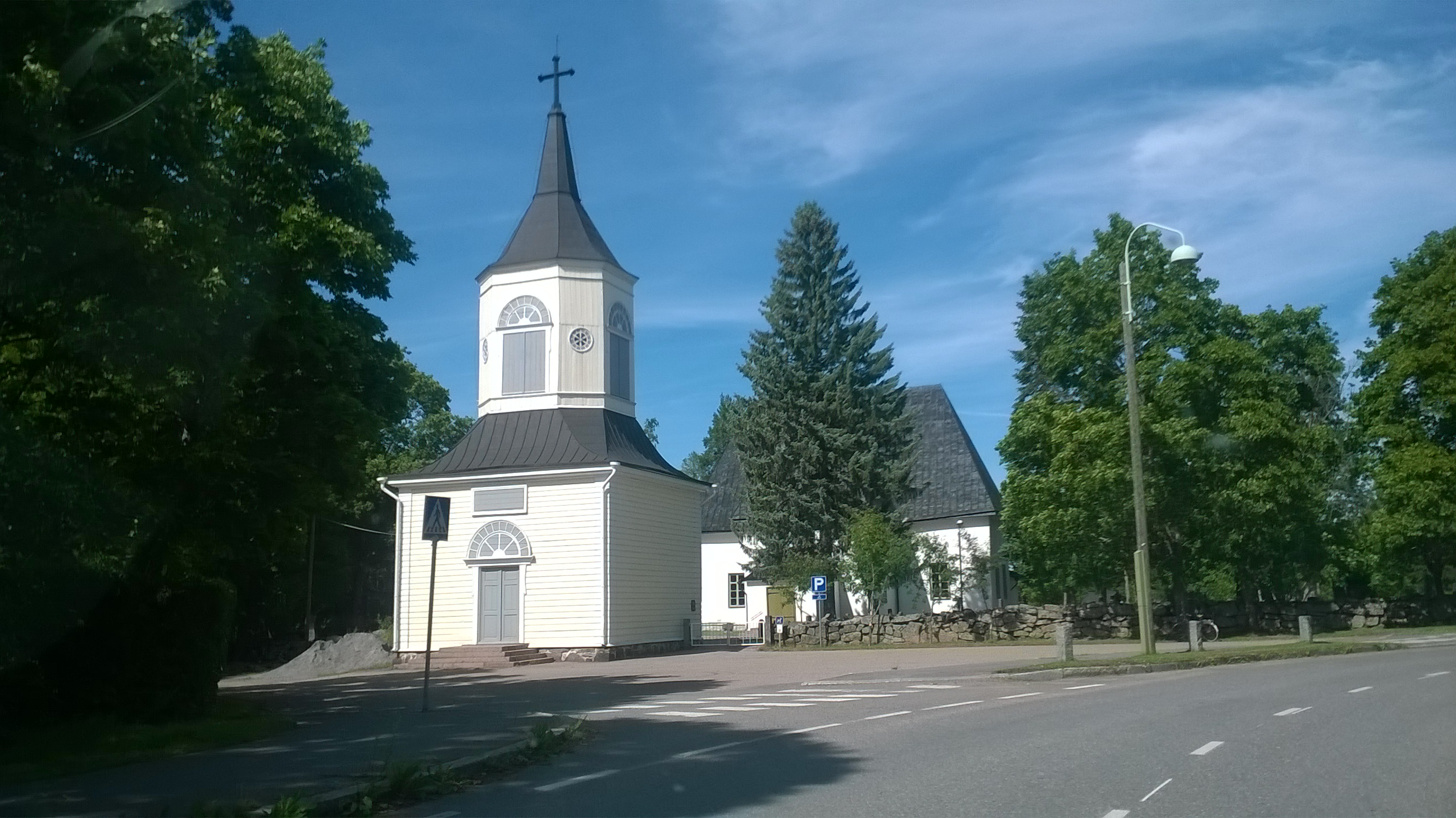
拉平耶爾維教堂

拉平耶爾維（芬蘭語：Lapinjärvi）是芬蘭新地區的市鎮，位於該國南部，距離首都赫爾辛基90公里，始建於1575年，面積339平方公里，2013年人口2,823，人口密度為每平方公里8.56人。

## 外部連結
- 拉平耶爾維市镇官方网站 （页面存档备份，存于） （文） （瑞典文）